# Campagne Décoration
Campagne Décoration est un magazine de décoration bimestriel français dont le premier numéro est paru en mars 2000. Il ne parait plus depuis janvier 2024.
Le magazine est édité à 6 numéros par an et chaque numéro contient en moyenne 121 pages.
En octobre 2013, Denis Olivennes, PDG de Lagardère Active alors propriétaire du titre, annonce que le groupe cherche à se séparer de certains de ses magazines afin de se concentrer sur les marques les plus rentables (Elle, Paris Match, Télé 7 Jours...). Dix autres titres, dont Maisons et Travaux, seraient vendus ou arrêtés s'ils ne trouvaient pas d'acquéreur.
Le 2 avril 2014, un repreneur est annoncé : il s'agit du consortium 4B Media (Groupe Rossel et Reworld Media), le titre revenant à Reworld, (voir la chronologie de la cession dans Lagardère Active, section Métiers).

## Contenu et concept
Qu'il s'agisse d'un bâtiment de ferme restauré, d'un petit château, d'une auberge transformée ou d'une grange, le magazine présente des intérieurs qui illustrent le charme des maisons d'autrefois.